# Rocket Mortgage FieldHouse
Rocket Mortgage FieldHouse este o arenă multifuncțională din Cleveland, Ohio. Clădirea este cea unde își desfășoară meciurile de pe teren propriu echipele Cleveland Cavaliers din NBA și Cleveland Monsters din Liga Americană de Hochei (AHL). De asemenea, este al doilea teren pentru echipele de baschet masculin și feminin a Cleveland State Vikings.
Rocket Mortgage FieldHouse a fost inaugurat în octombrie 1994, ca parte a complexului de sport și divertisment Gateway având alături Progressive Field, care a fost inaugurat în aprilie în același an. Complexul a înlocuit Richfield Coliseum ca principalul loc de divertisment pentru regiune și locul unde își juca meciurile Cleveland Cavaliers și a înlocuit Centrul Wolstein de la Universitatea de Stat din Cleveland, care a fost deschis în 1990, ca locul unde se desfășurau concertele și reuniunile de atletism din Cleveland. De la deschiderea sa în octombrie 1994 și până în august 2005, a fost cunoscut sub numele de Gund Arena, numit după fostul proprietar al echipei de baschet Cleveland Cavaliers, Gordon Gund, după ce acesta a plătit pentru drepturile de numire. După ce a cumpărat majoritatea acțiunilor echipei de baschet în martie 2005, Dan Gilbert a cumpărat drepturile de numire în august 2005 și a redenumit clădirea Quicken Loans Arena după compania sa de credit ipotecar Quicken Loans. A fost redenumit în aprilie 2019 după serviciul de creditare ipotecară online al Quicken Loans, Rocket Mortgage, ca parte a renovării și extinderii unității.
Rocket Mortgage FieldHouse are 19.432 de locuri în configurația sa de baschet și până la 18.926 pentru meciurile de hochei pe gheață. Este un loc unde se desfășoară concerte și alte evenimente atletice.